# Aurélien Agnan
Aurélien Agnan (ur. 20 kwietnia 1958) – beniński bokser, uczestnik Letnich Igrzysk Olimpijskich 1980. 
Podczas igrzysk w Moskwie, startował w wadze lekkopółśredniej.  W pierwszej konfrontacji zmierzył się z Patrizio Olivą (który później został mistrzem olimpijskim) z Włoch, z którym Agnan przegrał w pierwszej rundzie przez RSC (w 2 minucie i 15 sekundzie).